# Commoris enoplognatha
Commoris enoplognatha là một loài nhện trong họ Salticidae.
Loài này thuộc chi Commoris. Commoris enoplognatha được Eugène Simon miêu tả năm 1902.